# Filippa Sivnert
Filippa Sivnert (* 11. April 2001) ist eine schwedische Leichtathletin, die sich auf den Sprint spezialisiert hat.

## Sportliche Laufbahn
Erste Erfahrungen bei internationalen Meisterschaften sammelte Filippa Sivnert im Jahr 2021, als sie bei den U23-Europameisterschaften in Tallinn mit der schwedischen 4-mal-100-Meter-Staffel das Finale erreichte, dort das Rennen aber nicht beenden konnte.
2021 wurde Sivnert schwedische Meisterin in der 4-mal-100-Meter-Staffel sowie 2020 Hallenmeisterin im 60-Meter-Lauf.

## Bestleistungen
- 100 Meter: 11,84 s (+1,5 m/s), 14. August 2020 in Uppsala
  - 60 Meter (Halle): 7,38 s, 22. Februar 2020 in Växjö
- 200 Meter: 25,01 s (−1,0 m/s), 22. August 2021 in Linköping